# توماس ميغلي
توماس ميغلي (بالألمانية: Thomas Meggle)‏ (22 فبراير 1975 بميونخ في ألمانيا - ) هو مدرب كرة قدم ولاعب كرة قدم ألماني في مركز الوسط. لعب مع ميونخ 1860 ونادي سانت باولي وهانزا روستوك وFT Starnberg 09 ‏.

## وصلات خارجية
- توماس ميغلي على موقع قاعدة بيانات كرة القدم.إي يو (الإنجليزية)
- توماس ميغلي على موقع بيانات كرة القدم. دي إي (الألمانية)
- توماس ميغلي على موقع عالم كرة القدم.نت (الإنجليزية)